# Университет Мармара

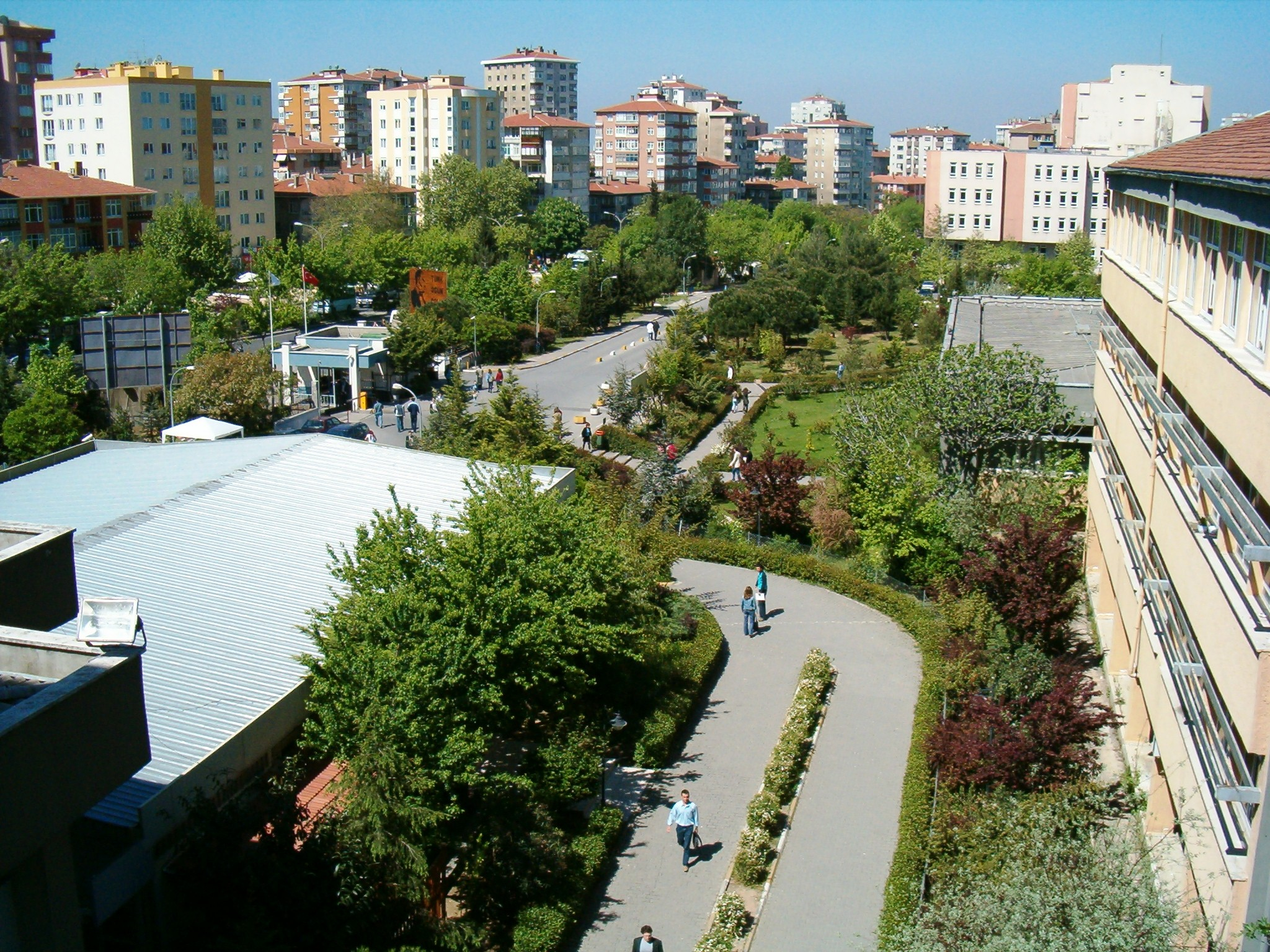
Кампус Гёзтепе

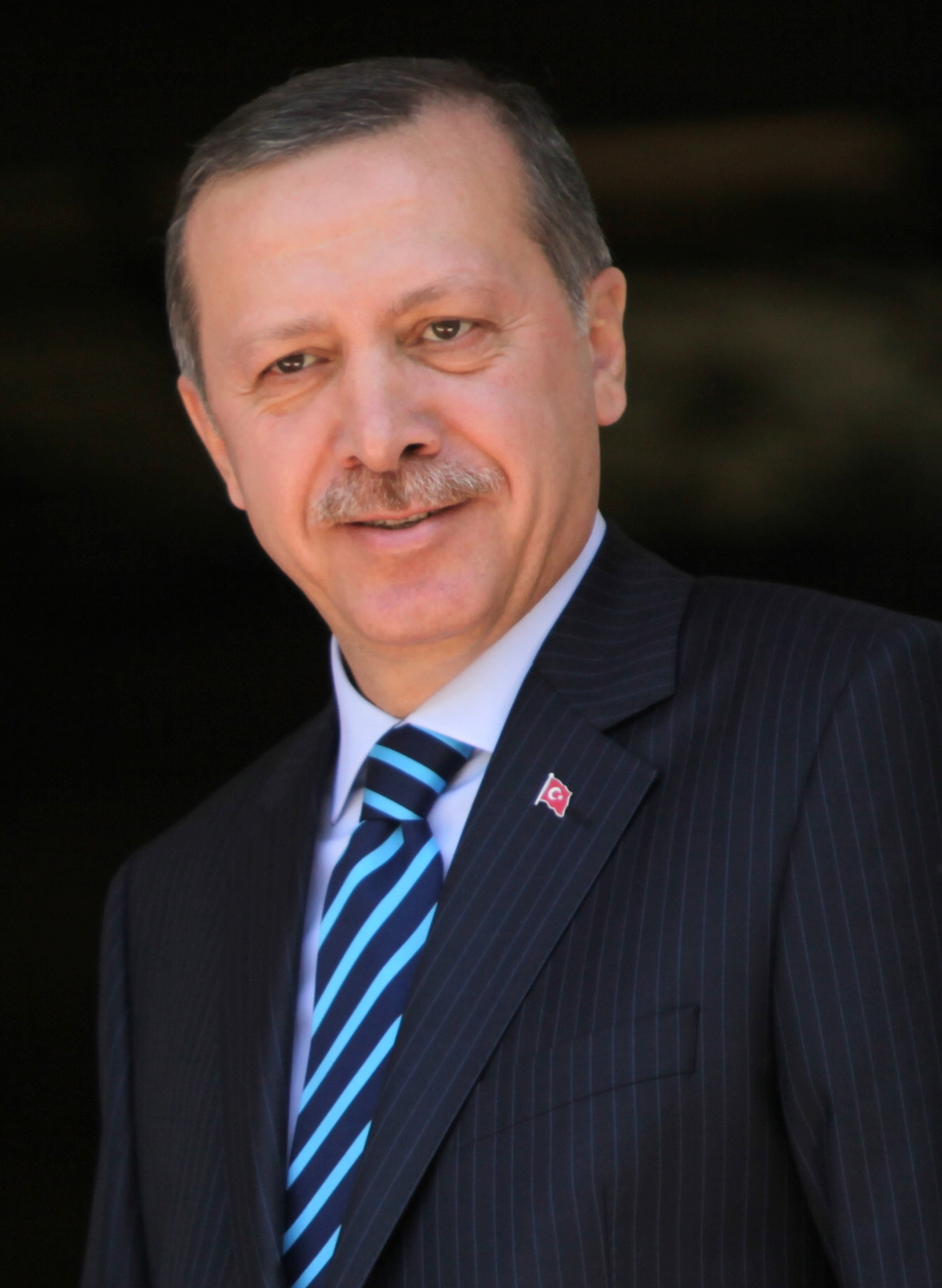
Реджеп Тайип Эрдоган, турецкий президент, окончил факультет экономики и административных наук

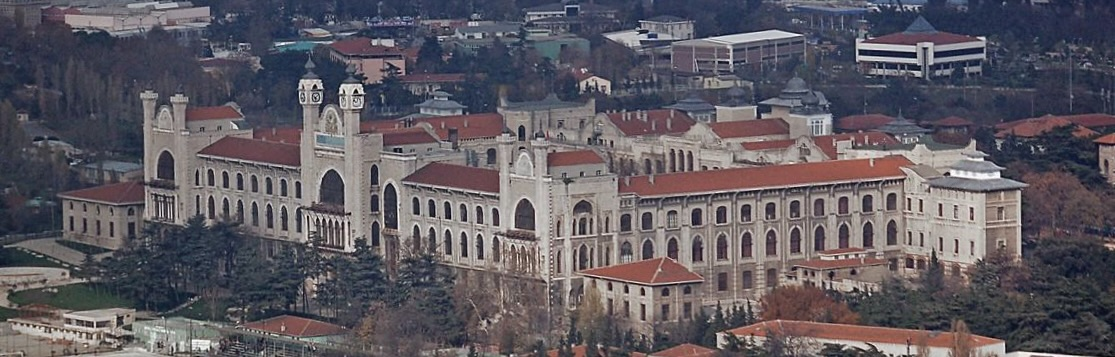
Императорский медицинский колледж, в настоящее время кампус Хайдарпаша университета Мармара в районе Кадыкёй в Стамбуле. Здание было спроектировано архитекторами Александром Валлори и Раймондо Д'Аронко.

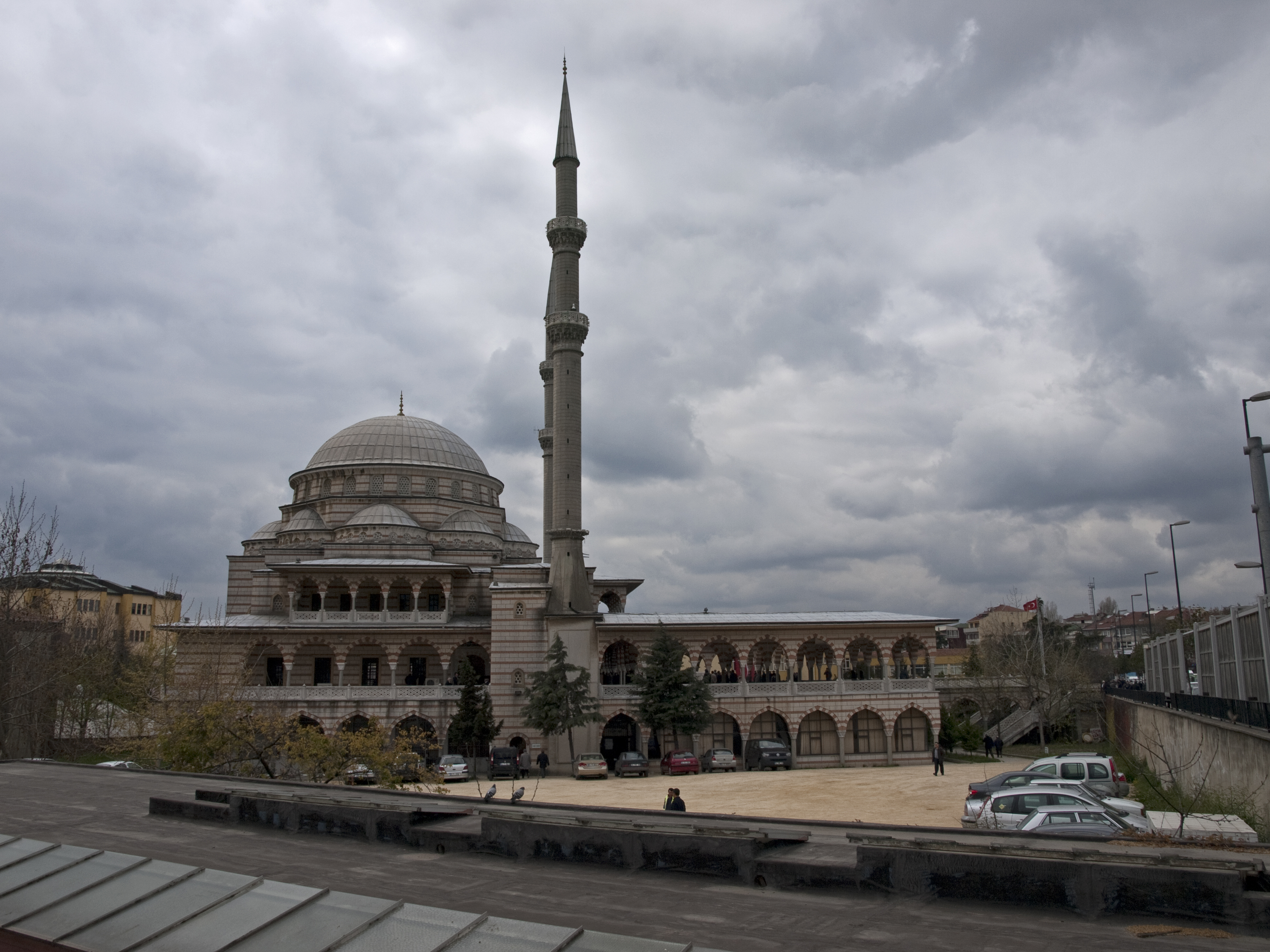
Богословский факультет

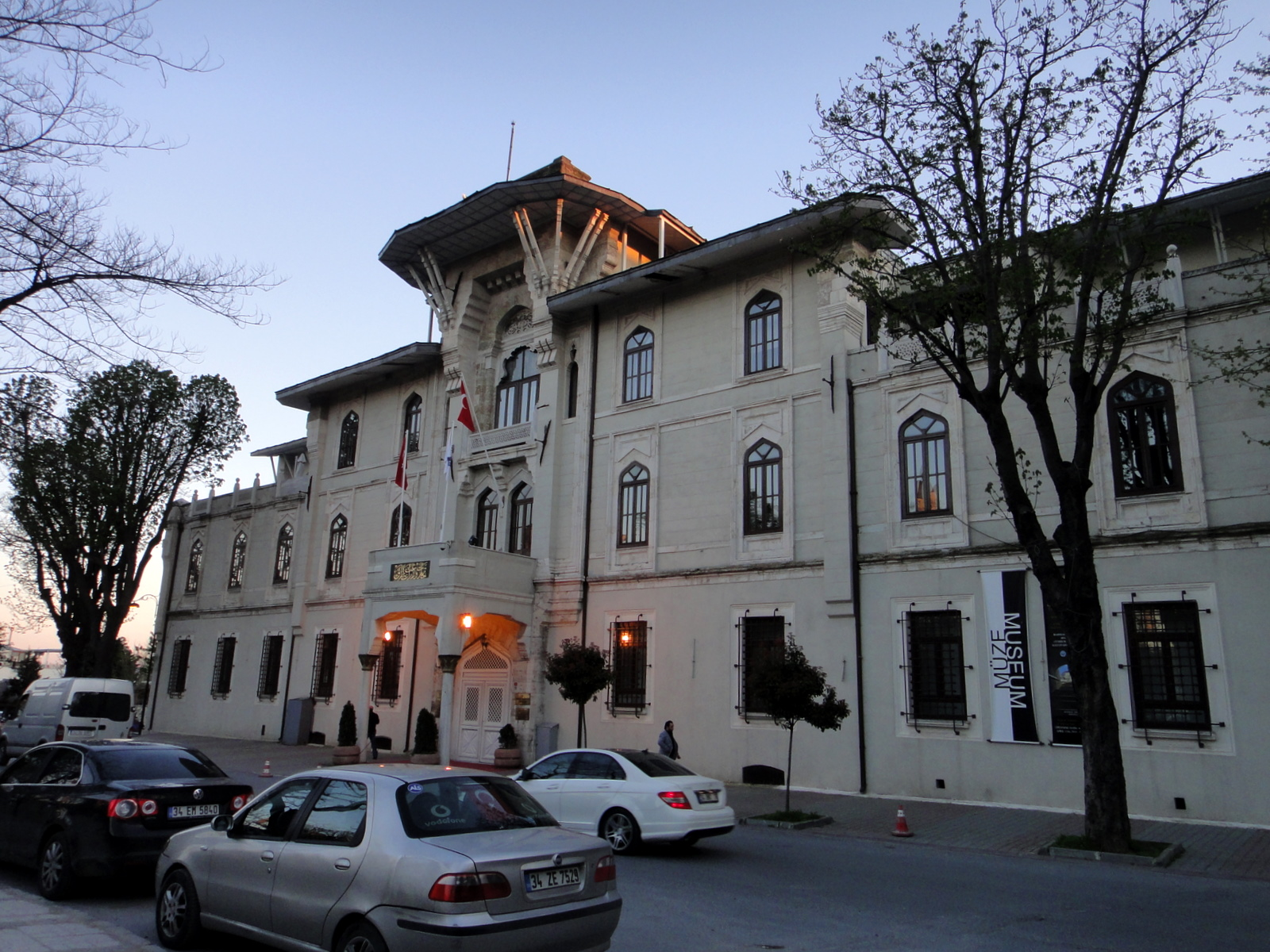
Ректорат университета Мармара на площади Султанахмет (Константинопольский ипподром) в районе Фатих в Стамбуле.

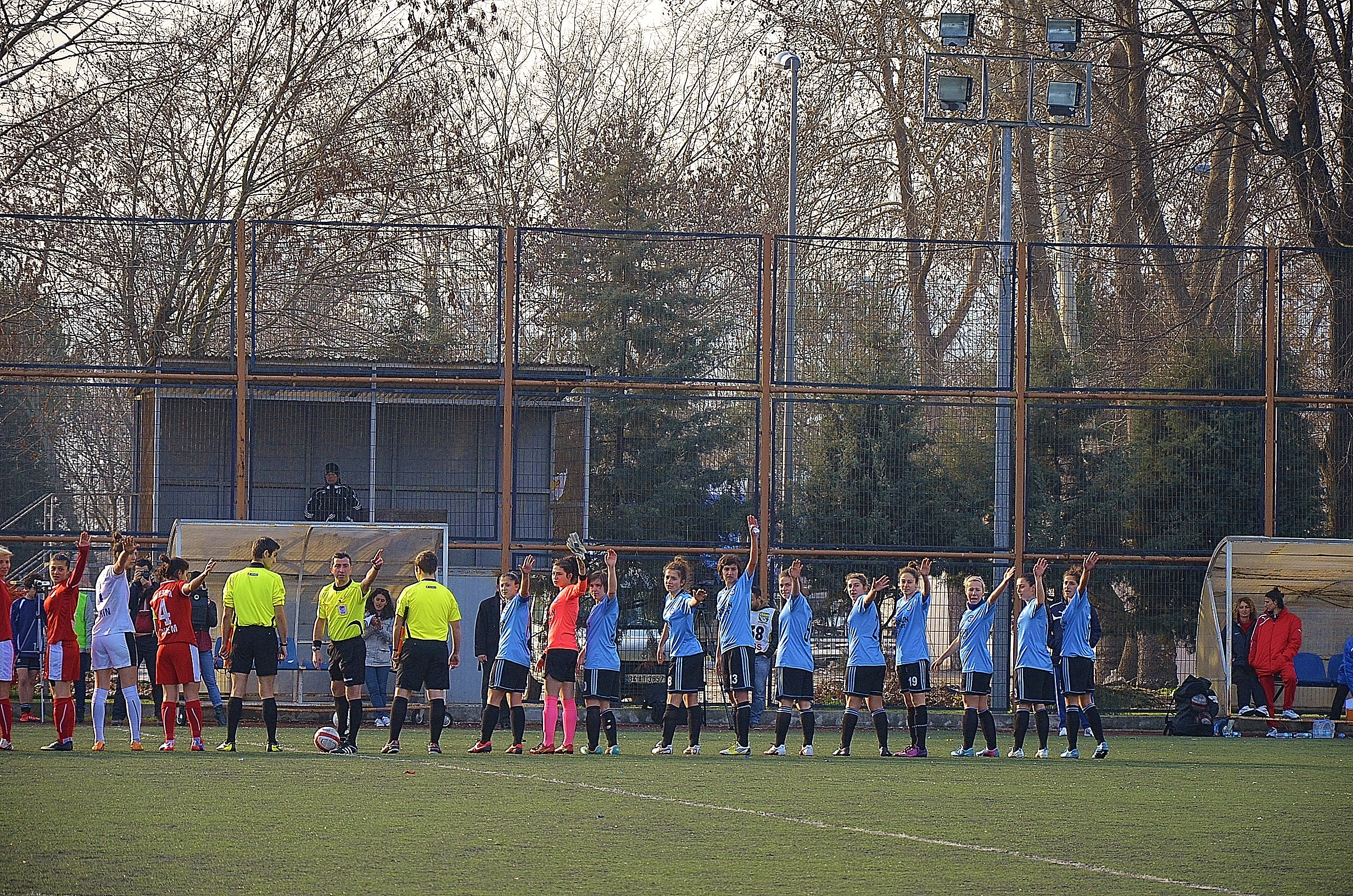
Женская футбольная команда университета Мармара

Университет Мармара — один из старейших и крупных университетов Турции, где работает около 2800 преподавателей и учится около 80 000 студентов, находится в городе Стамбуле. Университет Мармара является самым многоязычным университетом в Турции. Преподавание ведётся на четырёх языках: турецком, английском, немецком и французском.

## История
Университет был создан 16 января 1883 года, и тогда он относился к Министерству торговли, сельского хозяйства, лесов Открыл его министр Супхи Паша. Сначала он назывался Высшей школой торговли. В последующие годы стал факультетом экономических и управленческих наук. Нынешнюю структуру приобрел 20 июля 1982 года и стал называться университетом Мармара, это поистине второе рождение подарил университету Закон Турции за № 2809 о создании университета.
В течение последних 20 лет университет стал расширяться, и в настоящее время включает в себя 18 факультетов, 12 институтов, 4 колледжа, 8 училищ и 3 отделения, которые напрямую относятся ректорату, в университете 28 исследовательских центров, а вообще обучение ведётся по 104 направлениям высшего и 44 направлениям среднего специального образования. Кроме образовательных услуг, университет предлагает также услуги в области издательской и консультационной деятельности.

## Кампусы
Университет Мармара управляет 14 кампусами, которые разбросаны по анатолийской и европейской сторонам Стамбула. Кампусы Ачибадема, Анадолухисари, Багларбаши, Башыбююк, Гёзтепе, Хайдарпаша, Картал и Пендик находятся в стороне Анатолия, а Бахчелиевлер, Бейязит, Нишанташы, Султанахмет, Шишли и Тараба, находятся на европейской стороне.
Общая площадь кампуса составляет 617 782,9 м². Крупнейший кампус, Башыбююк, имеет площадь 181 754 м². кампус Гёзтепе — 153 394 м², кампус Анадолухисари — 121 992 м², кампус Хейдарпаша — 62 029 м². Самые маленькие кампусы, которые состоят из одного здания — кампусы Шишли (170 м²), Бейязит (525 м²) и Картал (1.000 м²).

## Структура
Академический персонал университета состоит из 567 профессоров, 222 доцентов, 581 кандидатов наук, 230 старших преподавателей, 173 преподавателей, 981 младших преподавателей, 93 специалистов, 3 переводчика и 1 планировщика обучения, всего работает 2835 человека. Кроме этого в университете трудятся 1375 административных персонала. Около 300 человек из преподавательского состава проживают в самом Стамбуле, а остальные из провинций. С 1982 года Университет Мармара окончили 60000 выпускников.
Обучение в университете соответствует мировым стандартам, диплом действителен во многих странах. Диплом университета признан Федерацией европейских университетов (EUA), что играет немаловажную роль.

## Академическая структура

### Факультеты
- Педагогический факультет им. Ататюрка
- Стоматологический факультет
- Фармацевтический факультет
- Факультет литературы и естественных наук
- Факультет изящных искусств
- Юридический факультет
- Факультет экономических и административных наук
- Факультет теологии
- Факультет журналистики
- Инженерный факультет
- Факультет технического образования
- Медицинский факультет
- Факультет медицинской педагогики

### Институты
- естественных наук (недоступная ссылка)
- Институт европейского сообщества
- Институт банковского и страхового дела
- Институт образовательных наук
- Институт гастроэнтерологии
- Институт изящных наук
- Институт неврологии
- Институт медицинских наук
- Институт социальных наук
- Исследовательский институт тюркологии
- Средне-Восточный Исследовательский институт

### Училища
- Училище банковского и страхового дела
- Училище физического воспитания и спорта
- Училище по подготовке медицинских сестер
- Стамбульское медицинское училище им. Зейнеп Камиль
- Училище иностранных языков
- Училище теологии
- Училище медицинских услуг
- Училище социальных наук
- Училище технических наук

### Виртуальный кампус
- Виртуальный кампус университета Marmara

### Исследовательские центры
В университете множество исследовательских центров по многим направлениям, студенческие клубы, центры и многое другое. В университет поступить крайне трудно, необходимо набрать один из максимальных баллов по единому экзамену (для граждан Турции) и пройти специальные экзамены (для иностранцев). Обучаются студенты из 80 стран мира, в том числе из России и стран СНГ.

## Международные отношения
Университет Мармара участвует в программе по обмену студентов с университетами многих стран.